# 米勒斯堡 (印地安納州)
米勒斯堡（英語：Millersburg）是一個位於美國印地安納州埃爾克哈特縣的城鎮。

## 人口
根據2010年美國人口普查的數據，米勒斯堡的面積為1.67平方千米，當中陸地面積為1.67平方千米，而水域面積為0.00平方千米。當地共有人口903人，而人口密度為每平方千米541人。